# Indice de confiance des consommateurs
Un indice de confiance des consommateurs est une valeur calculée qui aide à prévoir la consommation future des ménages ou entreprises en évaluant la confiance de ceux-ci dans l'état de l'économie. Elle est calculée à partir de leurs activités d’épargne et de dépenses présentes et va varier de pays en pays. Dans une économie mondiale interconnectée, le suivi de la confiance des consommateurs internationaux est l'un des principaux indicateurs des tendances économiques et sert donc à émettre des prévisions sur la croissance économique.
Il existe divers indices de confiance et plusieurs instituts sont chargés de les calculer.

## Utilisation
Les fabricants, les détaillants, les banques et le gouvernement surveillent les modifications apportées à l'indice dans leurs processus décisionnels. Alors que les variations d'indice de moins de 5 % sont souvent considérées comme sans importance, des variations de 5 % ou plus indiquent souvent un changement de cap de l'économie. Une tendance à la baisse mensuelle suggère que les consommateurs ont une perspective négative quant à leur capacité à obtenir et à conserver de bons emplois. Ainsi, les fabricants peuvent s’attendre à ce que les consommateurs évitent les achats au détail, en particulier les articles coûteux nécessitant un financement. À l'inverse, une tendance à la hausse de la confiance des consommateurs indique une amélioration de leurs habitudes d'achat.
Avec une variation négative de l'indice, les fabricants peuvent donc réduire leurs stocks pour réduire leurs frais généraux et/ou retarder leurs investissements dans de nouveaux projets et installations. De même, les banques peuvent anticiper une baisse de l'activité de crédit, des demandes de prêt hypothécaire et de l'utilisation des cartes de crédit. Lorsqu'il est confronté à un indice à la baisse, le gouvernement dispose de diverses options, telles que l'octroi d'un abattement fiscal ou la prise d'une autre mesure fiscale ou monétaire pour relancer l'économie.
Avec une augmentation de l'indice, les fabricants peuvent augmenter la production et l'embauche. Les banques peuvent s'attendre à une demande accrue de crédit. Les constructeurs peuvent se préparer à une augmentation de la construction de maisons et le gouvernement peut anticiper une amélioration des recettes fiscales basée sur l'augmentation des dépenses de consommation.

## États-Unis

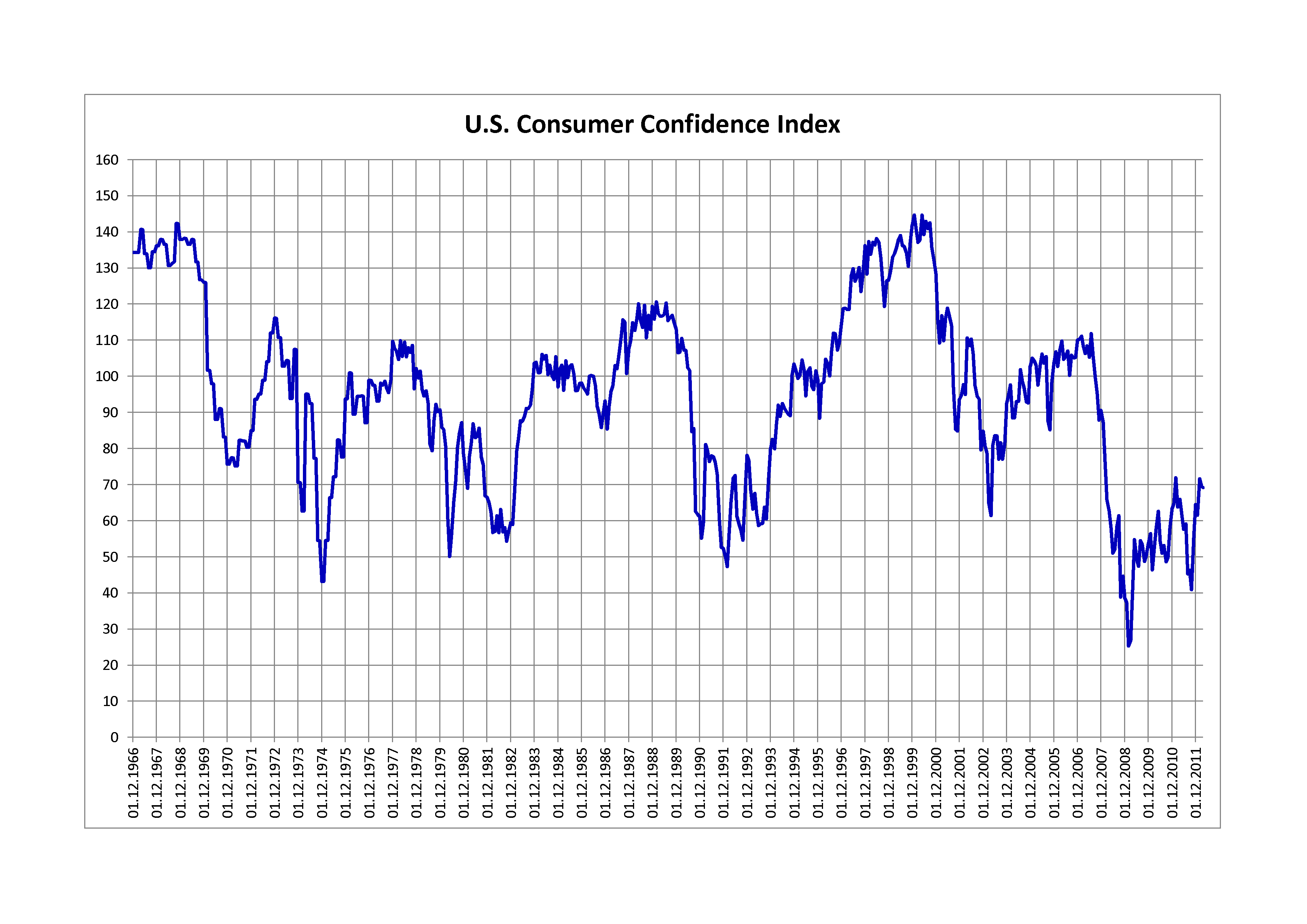
Variations de l'indice américain de 1966 à 2012.

Aux États-Unis, le Conference Board (en), organisme de recherche économique indépendant, publie des mesures mensuelles de la confiance des consommateurs, fondées sur 5 000 ménages. Cette mesure indique le niveau de la composante de consommation du produit intérieur brut. La Réserve fédérale des États-Unis tient compte de son indice pour déterminer les variations de taux d’intérêt, qui ont également une incidence sur les cours de la bourse.
L'indice de confiance des consommateurs a commencé en 1967 et fut normalisé à 100 en 1985. Cette année-là fut choisie car elle ne représentait pas un sommet ni un creux économique. L'indice est calculé chaque mois sur la base d'une enquête auprès des ménages quant aux conditions actuelles et leurs attentes futures de l'économie. Les opinions sur les conditions actuelles représentent 40 % de l'indice, les prévisions concernant les conditions futures constituant les 60 % restants. Dans le glossaire de son site Web, le Conference Board définit l’enquête sur la confiance des consommateurs comme un « rapport mensuel détaillant les attitudes et les intentions d’achat des consommateurs, avec des données disponibles par âge, revenu et région ».
L'indice des sentiments du consommateur de l'Université du Michigan, géré par l'Institute for Social Research de l'Université du Michigan, est un autre indice bien établi qui mesure la confiance des consommateurs aux États-Unis.

## Canada
L'indice de confiance des consommateurs est établi par le Conference Board du Canada depuis 1980. Il est construit à partir des réponses à quatre questions sur leurs habitudes de consommation posées à un échantillon aléatoire de ménages canadiens. Les personnes interrogées sont invitées à donner leur avis sur la situation financière actuelle et prévue de leur ménage, ainsi que sur les perspectives d'emploi à court terme. On leur demande également de déterminer si le moment est bien choisi pour effectuer un achat important, comme une maison, une voiture ou d’autres articles coûteux.

## Europe

### Allemagne
- ZEW (de)
- Ifo Institut für Wirtschaftsforschung Business Climate